# Drum-'n-bass

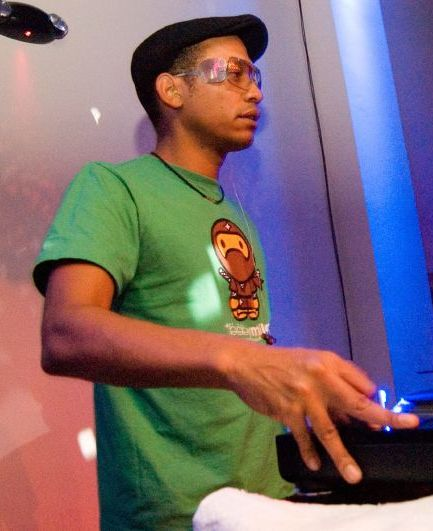
LTJ Bukem

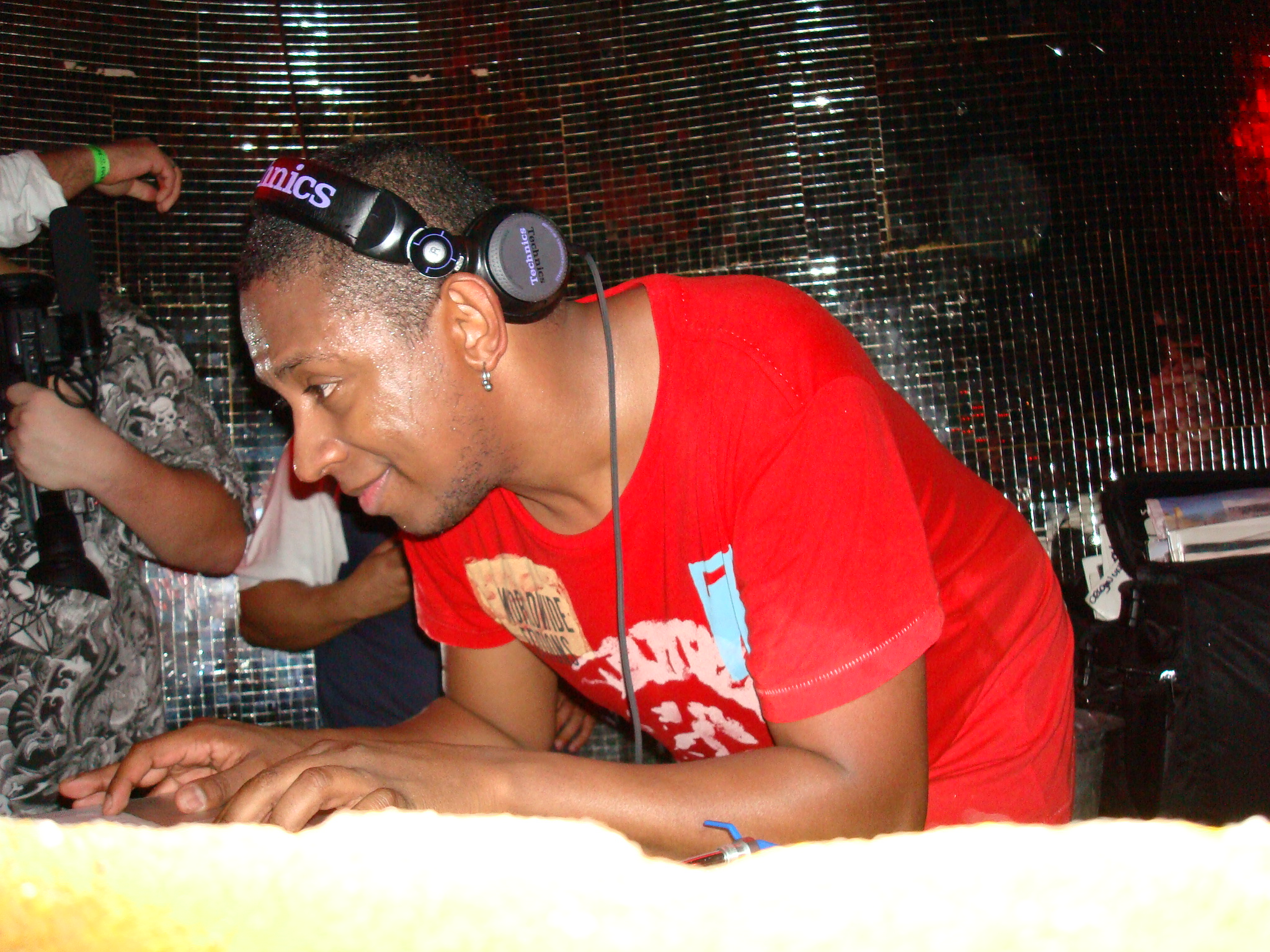
DJ Marky

Drum-'n-bass (of drum and bass, ook wel afgekort als D&B of DnB) is een dancegenre dat in de jaren negentig opkwam en begin 21e eeuw nog steeds populariteit geniet. Een gerelateerde muziekstijl is jungle.

## Kenmerken en geschiedenis
De stijl wordt vooral gekenmerkt door zijn ritmisch slagwerk (drum) en het gebruik van lage tonen (bass) als belangrijkste onderdeel van de melodie in de muziekstijl. Typerend voor drum-'n-bass is de breakbeat, een gebroken vierkwartsmaat, op een hoge snelheid (meestal 165-185 bpm).
Drum-'n-bass is ontstaan uit de breakbeatmuziek in de rave-scene van begin jaren negentig en de daaruit ontwikkelde jungle van midden jaren negentig. De origine van een bekend drumpatroon komt uit het nummer Amen Brother van The Winstons, deze wordt hedendaags de "Amen Break" genoemd. Zo zijn er meerdere samples, bijvoorbeeld uit "Think (about it)" van Lyn Collins en "Funky Drummer" van James Brown gebruikt in vele nummers.
Over het verschil tussen jungle en drum-'n-bass lopen de meningen nogal uiteen. Het onderscheid tussen drum-'n-bass en jungle is volgens velen eerder een nuanceverschil, dan een verschil tussen aparte stijlen. Het verschil tussen jungle en drum-'n-bass kan zich manifesteren in het gebruik van complexe ritmes door jungle, waar in drum-'n-bass juist meer aandacht is voor het dans/swing-aspect van de muziek. Jungle wordt in dit geval gekenmerkt als ruiger en meer beïnvloed door hiphop, ragga en dub. Drum-'n-bass wordt in deze gekarakteriseerd als synthetischer, meer gelijkend op techno. Veel producers gebruiken ook sciencefiction als inspiratiebron.
Enkele acts zoeken de crossover naar radiovriendelijke dancemuziek en maken daarmee hits. Voorbeelden hiervan zijn Olive, Kosheen, DJ Rap, Solar Twins en Rudimental.

## Voorbeelden van substijlen van drum-'n-bass/jungle
- Techstep, technoid, neurofunk - synthetische "sciencefictionachtige" drum-'n-bass.
- Hardstep - een hardere stijl van drum-'n-bass, met gruizige baslijnen en zware maar eenvoudige elektronische melodieën. Voorbeelden van hardstepartiesten zijn DJ Zinc (vroege werk), Evol Intent, Ewun en Dieselboy.
- Darkstep - donkere drum-'n-bass met de nadruk op snoeiharde baslijnen.
- Ragga jungle - door ragga en dancehall beïnvloede drum-'n-bass, vaak met reggae-zang.
- Liquid funk - rustigere drum-'n-bass met samples geïnspireerd op onder meer funk, soul, jazz, pop, disco en house.
- Jump-up - ruige drum-'n-bass met buigende LFO-toonhoogte, waardoor de sub-bass een wobble-effect krijgt. De drumpatronen zijn eerder simpel maar met distortion.
- Ambient, atmospheric, intelligent - dromerige "loungeachtige" drum-'n-bass.
- Drumfunk - met uiterst complexe drumpatronen samengesteld uit een aantal verschillende samples.
- Minimal, halfstep, deep - rustige drum-'n-bass (soms ook lager aantal bpm) met vaak moderne 'techy' invloeden en diepe breaks.
- Drill and bass, breakcore - experimentele drum-'n-bass met complexe drumprogrammering en techno- en Intelligent Dance Music-invloeden.
- Crossbreed, hybrid - een mix van minimaal twee stijlen (bijvoorbeeld hardcore, breakcore of zelfs metal) met als ondertoon drum-'n-bass.

## Bekende artiesten/dj's
- Aphex Twin
- Aphrodite
- Bad Company
- Black Sun Empire
- Camo & Krooked
- Chase & Status
- DJ Fresh
- DJ Hype
- DJ Zinc
- Drumsound & Bassline Smith
- Evol Intent
- E-Z Rollers
- Feint
- Genaside II
- Goldie
- Grooverider
- High Contrast
- Jonny L
- Murdock
- Maduk
- Netsky
- Noisia
- Nero
- Panacea
- Pendulum
- Phace
- Photek
- Roni Size
- Mefjus
- Shy FX
- Sigma
- Squarepusher
- Stakka & Skynet
- Sub Focus
- Total Science